# Copris prevosti
Copris prevosti là một loài bọ cánh cứng trong họ Bọ hung (Scarabaeidae).